# Ambulyx belli
Ambulyx belli är en fjärilsart som beskrevs av Jordan 1923. Ambulyx belli ingår i släktet Ambulyx och familjen svärmare. Inga underarter finns listade i Catalogue of Life.